# Baekhyun
Byun Baek-hyun  (em coreano:  변백현; chinês tradicional: 邊伯賢, chinês simplificado: 边伯贤, pinyin: Biān Bóxián; em japonês:  ベクヒョン; nascido em 6 de maio de 1992), mais frequentemente creditado na carreira musical apenas como Baekhyun (em coreano:  백현), é um cantor, dançarino e ator  sul-coreano. Foi apresentado como membro do grupo EXO em janeiro de 2012, estreando oficialmente em abril do mesmo ano com o EP MAMA, e desde então o grupo passou a dominar a cena musical sul-coreana, com sucessos como "Growl" de 2013 e "Love Me Right" de 2015, configurando-os como um ato dominante em grande parte da Ásia, e um dos principais representantes da onda Coreana mundialmente.
Baekhyun tornou-se o primeiro artista da SM Entertainment a conseguir um all-kill tanto em 2016 quanto em 2017 para "Dream" e "Rain", respectivamente. Seu primeiro extended play, intitulado City Lights, foi lançado em 10 de julho de 2019. Em outubro de 2019, Baekhyun fez sua estreia como membro do supergrupo SuperM, formado pela SM Entertainment em parceria com a Capitol Records.

## Vida e carreira

### 1992–2015: Primeiros anos e início de carreira com  Exo
Baekhyun nasceu em 6 de maio de 1992, em Bucheon, Gyeonggi, Coreia do Sul. Tem um irmão chamado Byun Baek-beom, que é sete anos mais velho que ele. Baekhyun começou a treinar para ser um cantor quando tinha 11 anos de idade, influenciado pelo cantor sul-coreano Rain. Frequentou Jungwon High School em Bucheon, onde foi o vocalista de uma banda chamada "Honsusangtae" e ganhou um prêmio em um festival de música local. Durante esse período, recusou várias propostas de agências de talentos. Recebeu aulas de piano de Kim Hyun-woo, membro da banda de rock DickPunks. Além de atividades musicais, Baekhyun treinou como um artista marcial na sua juventude, conquistando uma faixa preta em Hapkido. Baekhyun foi descoberto por um agente da SM Entertainment enquanto estava estudando para os exames de admissão para Seoul Institute of the Arts, e se juntou a agência através do S.M. Casting System em 2011. Em 2012 ingressou na Kyung Hee Cyber University recebendo aulas on-line para o Departamento de Cultura e Administração de Artes.
Foi apresentado como membro do grupo EXO em 30 de janeiro de 2012. O primeiro single do grupo, "What Is Love", foi lançado em 30 de janeiro. O lançamento de seu segundo single, "History", ocorreu em 9 de março do mesmo ano. O grupo realizou um showcase de pré-estreia no Estádio Olímpico de Seul, em 31 de março, cem dias após o primeiro trailer de sua estreia em 21 de dezembro de 2011. O showcase foi realizado para cerca de 3.000 fãs de 8.000 candidatos selecionados para assistir suas performances. O Exo realizou uma conferência de imprensa e mostrou suas performances no Grande Salão da Universidade de Economia e Negócios Internacionais em Pequim, China em 1 de abril de 2012. Poucos dias depois o grupo lançou seu primeiro extended play, Mama. A versão coreana do EP alcançou o número um no ranking da CorEia do Sul Gaon Album Chart e no número oito na Billboard World Albums Chart. Ainda em abril, juntamente com Chanyeol, Kai e Sehun, apareceu no vídeo da música "Twinkle" do Girls' Generation-TTS. Ainda em 2012, o EXO foi premiado como Melhor Novo Grupo Asiático no Mnet Asian Music Awards e o Newcomer Award no Golden Disc Awards, mostrando a popularidade do grupo.

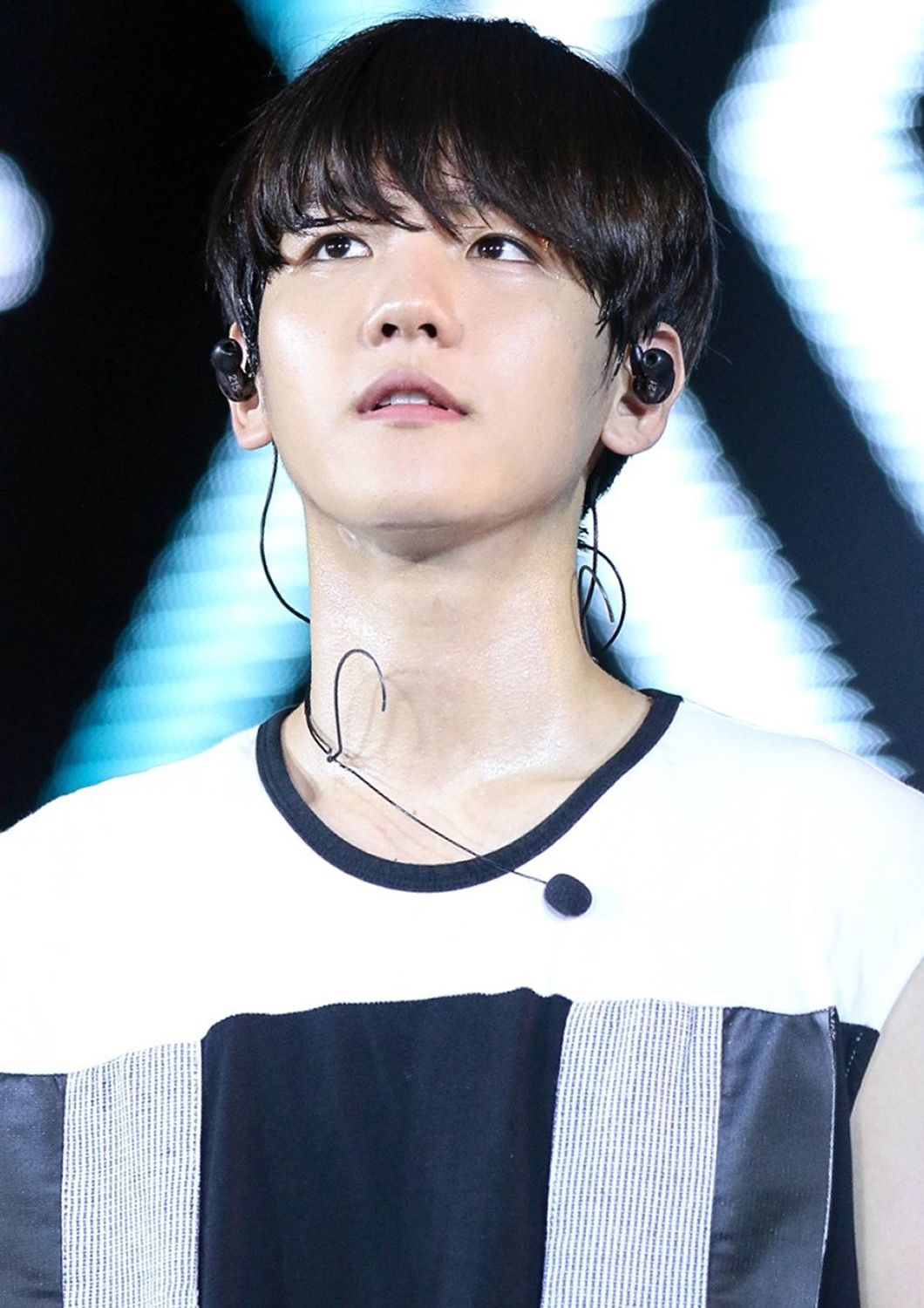
Baekhyun se apresentando na The Lost Planet Tour. (setembro de 2014)

Durante o ano de 2013, Baekhyun continuou focando em suas atividades como membro do Exo. O primeiro álbum de estúdio do grupo, XOXO, foi lançado em 3 de junho de 2013, em duas versões: uma em coreano e outra em mandarim. Uma versão reeditada do álbum, intitulada Growl, foi lançada em 5 de agosto de 2013, acompanhada do hit single "Growl" que alcançou o número três na Billboard K-Pop Hot 100 e no número dois no Gaon Digital Chart. Todas as versões de XOXO venderam coletivamente mais de um milhão de cópias, tornando o Exo os primeiros artistas sul-coreanos a atingir esse marco em 12 anos. Após seus lançamentos em 2013, o Exo ganhou o Canção do Ano no Melon Music Awards por "Growl", um Disc Daesang no Golden Disc Awards e álbum do ano no Mnet Asian Music Awards por XOXO, e um Daesang no Seoul Music Awards. Em fevereiro de 2014, Baekhyun tornou-se um apresentador regular do programa de televisão Inkigayo da SBS, juntamente com Suho. Sobre a escolha dos MCs a SBS declarou: "'Inkigayo' espera apresentar ao público no futuro muito entretenimento e uma variedade de espetáculos, como cantores ecléticos, MCs encantadores, colaborações e apresentações com participações especiais". Eles deixaram o programa em dezembro de 2014, após 10 meses no ar, para se concentrar nas atividades do Exo. Enquanto estava no comando do Inkigayo, em julho do mesmo ano, Baekhyun fez sua estreia no teatro musical, interpretando o papel principal de Don Lockwood na produção sul-coreana do musical Singin' in the Rain, produzido pela SM C&C. Em setembro de 2014, estrelou o remake do vídeo musical de "Dance with D.O.C" feito para o programa EXO 90:2014.
O Exo lançou seu segundo álbum de estúdio Exodus em 30 de março de 2015, nas versões coreana e mandarim. As pré-vendas domésticas para o álbum ultrapassaram 500 mil cópias em 24 horas, estabelecendo um novo recorde para encomendas. O vídeo musical da versão coreana do lead single, "Call Me Baby", mais tarde se tornou o videoclipe de K-pop mais assistido do primeiro semestre de 2015. O álbum vendeu mais de um milhão de cópias, tornando-se o segundo álbum do Exo a conquistar essa marca, depois de XOXO. Exodus ganhou o Álbum do Ano no Mnet Asian Music Awards de 2015, dando ao Exo sua terceira vitória consecutiva. Em abril 2015, estrelou ao lado dos outros membros do Exo a websérie EXO Next Door, também estrelada pela atriz Moon Ga-young. A série foi ao ar pelo Naver TV Cast de 9 de abril a 28 de maio de 2015 em 16 episódios. Exo Next Door se tornou uma das séries da web mais populares na Coreia, com 50 milhões de visualizações; isso levou a CJ E&M a reeditá-la em uma versão cinematográfica, que foi vendida a compradores estrangeiros no 68º Festival de Cannes. Para a trilha sonora da série Baekhyun lançou a canção "Beautiful", que acabou se tornando a primeira trilha sonora de um web drama a ficar no topo das paradas digitais. "Beautiful" é uma balada suave que incorpora os sentimentos doces que os membros do Exo sentiram ao conhecer seus fãs pela primeira vez. Em maio do mesmo ano, Baekhyun foi escalado para estrelar no filme de ação Dokgo juntamente com o ator Yeo Jin-goo. No entanto, a produção do filme foi cancelada em janeiro de 2016. Em dezembro de 2015, Baekhyun prestou homenagem ao cantor sul-coreano Kim Hyun-sik executando sua música "Like Rain Like Music" no programa especial de fim de ano Gayo Daejeon. A gravação em estúdio de sua versão foi posteriormente lançada digitalmente.

### 2016–2018: Desenvolvimento de carreira solo e Exo-CBX
Em janeiro de 2016, Baekhyun e Suzy lançaram um dueto intitulado "Dream". A música rapidamente alcançou o topo dos gráficos musicais em tempo real, e mais tarde debutou no número um no Gaon Weekly Digital Chart. "Dream" também ganhou o primeiro lugar cinco vezes no total nos programas musicais Music Bank e Inkigayo. Em maio do mesmo ano, Baekhyun e o cantor K.Will lançaram um dueto de folk-ballad intitulado "The Day" como parte do projeto Station. Produzida por Miss Kay e Kim Jae-hyung, "The Day" é descrita como uma canção de balada combinada com guitarra acústica sobre o anseio por um amor perdido. O terceiro álbum de estúdio do Exo, Ex'Act, e seus singles, "Lucky One" e "Monster", foram lançados em 9 de junho de 2016, nas versões coreana e mandarim. O álbum quebrou o recorde de maior número de vendas em sua primeira semana para um álbum coreano, anteriormente estabelecido pelo quarto EP do grupo, Sing for You (2015).

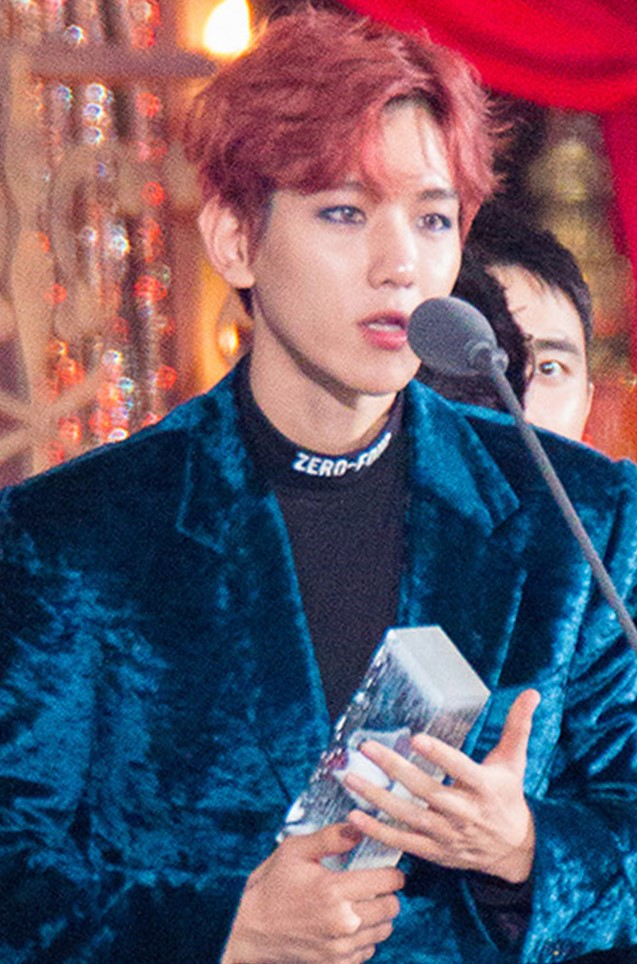
Baekhyun durante o 8th Melon Music Awards, em 2016

Em 18 de agosto de 2016, foi lançada uma edição reeditada do álbum do Ex'Act, intitulada Lotto; com quatro novas músicas, incluindo a de mesmo nome. "Lotto" tornou-se o segundo single número um de Exo no World Digital Songs Chart da Billboard, e alcançou o número dois no Gaon Digital Chart. As versões coreana e mandarim da edição reeditada alcançaram o número um e dois no Gaon Album Chart, respectivamente. Ainda em agosto, fez sua estreia na televisão no drama Moon Lovers: Scarlet Heart Ryeo, interpretando o príncipe Wang Eun ao lado de Lee Joon-gi, Kang Ha-neul, e Lee Ji-eun. A série é uma adaptação sul-coreana do romance chinês Bu Bu Jing Xin. Por sua atuação no drama, ele recebeu um New Star Award no 2016 SBS Drama Awards. Ele também colaborou com Chen e Xiumin para a trilha sonora da série interpretando a canção "For You". Em setembro do mesmo ano, apareceu no programa Idol Chef King, que tem o objetivo de descobrir o melhor cozinheiro no mundo dos ídolos. Em outubro de 2016, a SM Entertainment anunciou que Baekhyun junto com Chen e Xiumin estreariam como parte da primeira subunidade do Exo, intitulada Exo-CBX. O primeiro extended play da subunidade, intitulado Hey Mama!, foi lançado em 31 de outubro de 2016. O EP liderou a parada da Billboard World Albums e a parada sul-coreana de álbuns Gaon. Hey Mama! se tornou o álbum mais vendido por uma subunidade em 2016 na Gaon Chart com 275.191 cópias e no Hanteo com 202.281 cópias vendidas. Em novembro, juntou-se com Heechul, e os gamers Jang "MaRin" Kyung Hwan, Choi "DanDy" In Kyu e Lee "Easyhoon" Ji Hoon para um jogo de prática do 2016 S.M. Super Celeb League. S.M. Super Celeb League é um torneio League of Legends (LoL), em que os ídolos se juntam a pro jogadores para jogos contra uma equipe chinesa de cinco jogadores profissionais. Os jogos oficiais foram realizados entre 11 de novembro e 23 de dezembro, com um total de sete jogos, transmitidos ao vivo através da plataforma de jogos on-line chinesa DOUYU TV.
Em 14 de fevereiro de 2017, juntamente com Soyou lançou a canção "Rain". A canção conseguiu um all-kill nos gráficos digitais sul-coreanos, tornando Baekhyun o primeiro artista da S.M. Entertainment a conseguir um all-kill tanto em 2016 quanto em 2017 para "Dream" e "Rain", respectivamente. Em 24 de março de 2017 (KST), foi revelado que Baekhyun lançaria um single através da 2ª temporada do projeto Station. Em 5 de abril, foi informado o nome da canção, intitulada "Take You Home" (바래다줄게), e o dia de seu lançamento para 14 de abril. No mês seguinte o Exo-CBX realizou a sua estreia oficial no japão com o lançamento do EP Girls, em 24 de maio de 2017, acompanhado do lead single "Ka-CHING!".
O quarto álbum de estúdio de Exo The War foi lançado em 18 de julho de 2017. O álbum vendeu mais de 807 mil em pré-vendas, superando o recorde do próprio grupo de 660 mil cópias para Ex'Act (2016). O lead single "Ko Ko Bop" estreou no número um no Melon Digital Chart, tornando o Exo o primeiro grupo de K-pop a entrar no número um depois que as mudanças no gráfico foram implementadas em 27 de fevereiro de 2017. Após o lançamento, o álbum registrou as maiores vendas da primeira semana de qualquer álbum de K-pop. O álbum estreou no número 87 da Billboard 200, número um na parada mundial de álbuns da Billboard e em muitas outras paradas ao redor do mundo. Em 5 de setembro, o grupo lançou a edição reeditada de The War, intitulada The War: The Power of Music, com a adição de três novas músicas à tracklist, incluindo o single "Power". Em dezembro de 2017, lançou a canção "Dear My Family" como parte do SM Town para o projeto Station. A primeira versão da canção foi lançada originalmente em 2012, mas após a morte de Jonghyun a SM Entertainment decidiu lançar uma nova versão postumamente com Jonghyun e outros artistas da agência.
Em 31 de janeiro de 2018, o Exo lançou seu primeiro álbum de estúdio em japonês Countdown. O álbum estreou no número um na parada semanal da Oricon, vendendo aproximadamente 89 mil cópias. Essa conquista fez do Exo a primeira banda não japonesa, cujo single e álbum de estúdio alcançaram o número um no ranking semanal da Oricon. Dez dias após seu lançamento, em 9 de fevereiro, Countdown foi certificado como Disco de Ouro pela Associação da Indústria de Gravação do Japão. Em 5 de fevereiro, Baekhyun cantou o hino nacional sul-coreano para o Comité Olímpico Internacional antes dos Jogos Olímpicos de Inverno de 2018. Em 9 maio do mesmo ano, foi lançado o primeiro álbum estúdio da subunidade Exo-CBX, Magic, contendo onze faixas, incluindo o lead single "Horololo" e uma faixa solo para cada membro. Em julho de 2018, foi revelado pela SM Entertainment que Baekhyun e o rapper Loco lançariam um single colaborativo, intitulado "Young", como parte do projeto Station X 0 em 31 de agosto. As letras de "Young" falam sobre as fortes aspirações de uma geração mais jovem que se recusa a viver da mesma maneira que os outros.
O quinto álbum de estúdio do Exo – sexto no geral –, Don't Mess Up My Tempo, foi lançado em 2 de novembro de 2018. Don't Mess Up My Tempo contou com todos os nove membros do Exo - o primeiro lançamento do grupo a fazê-lo desde Lotto em 2016. O álbum recebeu 1.104.617 em pré-vendas, superando o recorde anterior do grupo. O álbum foi um sucesso comercial, vendendo quase 1 milhão e 200 mil cópias até 30 de novembro daquele ano, fazendo o Exo o título "quintuplicar milhões de vendedores" na mídia. Com o lançamento de Don't Mess Up My Tempo, o Exo se tornou o primeiro artista a superar 10 milhões de vendas totais de álbuns na Coreia do Sul. Love Shot foi lançado em 13 de dezembro de 2018, como uma versão reeditada de Don't Mess Up My Tempo. O single principal, também intitulado "Love Shot", tornou-se o terceiro número um do Exo no World Digital Songs da Billboard e ocupou o cargo por três semanas consecutivas.

### 2019–presente: Sucesso comercial e SuperM

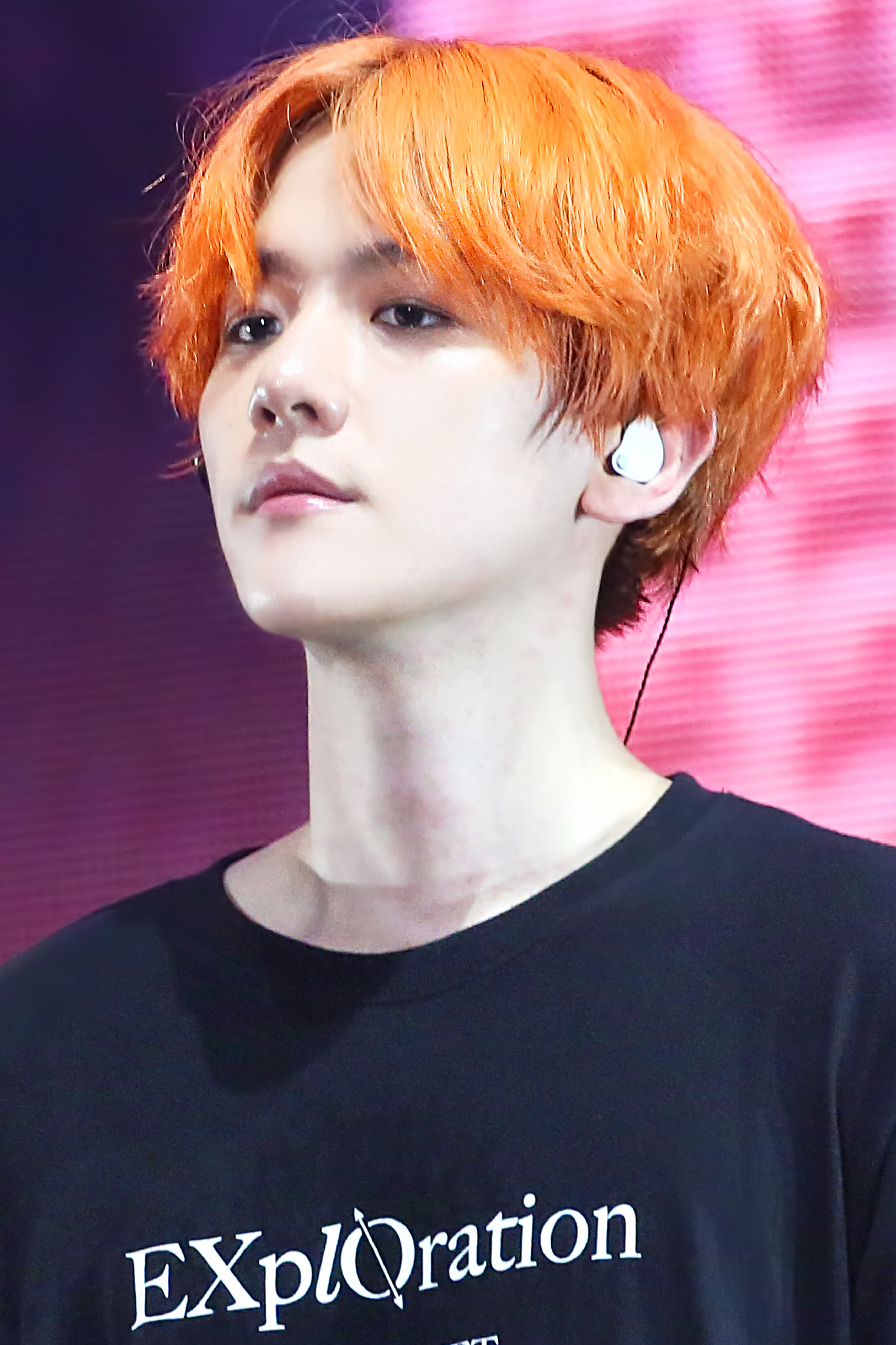
Baekhyun durante a Exo Planet 5 – Exploration. (julho de 2019)

Em 10 de junho de 2019, foi confirmado que Baekhyun estrearia como artista solo em julho, tornando-se o terceiro solista entre os membros do EXO, sucedendo Lay e Chen. Mais tarde foi revelado o lançamento de seu primeiro extended play, intitulado City Lights, para 10 de julho. O EP estreou na posição de número 1 da Gaon Album Chart. Em sua pré-venda o EP atingiu 401.545 cópias em oito dias, tornando-o o álbum solo mais vendido na Coreia do Sul desde 7th Issue (2004) por Seo Taiji, enquanto sua versão padrão vendeu mais de 500 mil cópias em seu primeiro mês de lançamento. O EP foi aclamado pela crítica como um dos melhores álbuns de K-Pop do ano pela Billboard, ocupando a 12ª posição entre os 25 melhores álbuns. A publicação ainda declarou: "Pode ser apenas o seu primeiro álbum, mas a excelência do City Lights iluminou o mundo em 2019."
Em agosto do mesmo ano, foi apresentado como membro do grupo SuperM, juntamente com Taemin, Kai, Taeyong, Ten, Lucas e Mark. O supergrupo estreou oficialmente em 4 de outubro de 2019, com o lançamento do extended play de mesmo nome. O EP estreou no número um na parada de álbuns da Billboard 200, com 164 mil cópias vendidas na semana que terminou em 10 de outubro, tornando-se o primeiro ato coreano a liderar a parada com seu lançamento de estreia, bem como o quarto lançamento em coreano a alcançar o número um. O sétimo álbum de estúdio do Exo, Obsession, foi lançado em 27 de novembro de 2019, marcando o primeiro lançamento do grupo com apenas seis membros. Obsession figurou em diversos gráficos ao redor do mundo, além de liderar o Gaon Album Chart, na Coreia do Sul, e o World Albums da Billboard, nos Estados Unidos. O álbum encerrou o ano de 2019 com mais de 760 mil cópias vendidas só na Coreia do Sul. Em dezembro de 2019, Baekhyun foi premiado como Melhor Artista Masculino no Mnet Asian Music Awards, após o sucesso de seu EP de estreia, City Lights (2019) e seu lead single "UN Village".
Baekhyun lançou a canção "My Love" (너를 사랑하고 있어), para a trilha sonora do drama Dr. Romantic 2, em 7 de janeiro de 2020. "My Love" estreou no número dezessete da Gaon Digital Chart na Coreia do Sul para a edição do gráfico de 5 à 11 de janeiro de 2020 subindo e alcançando o número quinze na semana seguinte tornando-se o oitavo single no top 15 do artista na parada. A música também alcançou a vigésima nona posição no K-Pop Hot 100 da Billboard. No mês seguinte colaborou para a trilha sonora de Hyena, com a canção "On the Road" (너에게 가는 이 길 위에서 (너.이.길)) lançada oficialmente em 29 de fevereiro de 2020, através da Danal Entertainment. "On the Road" estreou no número 130 no Gaon Digital Chart da Coreia do Sul para a edição do gráfico de 23 à 29 de fevereiro de 2020 subindo e alcançando o número setenta e seis na semana seguinte.
Em 22 de abril de 2020, foi anunciado que Baekhyun retornaria com o lançamento de seu segundo álbum solo no final de maio. Mais tarde, foi revelado que ele retornaria com seu segundo EP intitulado Delight, que foi lançado em 25 de maio de 2020. Antes de seu retorno, Baekhyun colaborou com Bolbbalgan4, sendo como participação no single "Leo", lançado em 7 de maio. A canção estreou na sétima posição no Gaon Digital Chart da Coreia do Sul, subindo para a segunda posição na semana seguinte.

## Imagem
Em julho, setembro e novembro de 2016, a Gallup Korea realizou uma pesquisa nacional (excluindo Jeju), intitulada Top 10 Artists and Top 20 Idols, na qual 1.500 pessoas de 13 a 29 anos foram convidadas a nomear seus artistas favoritos, e Baekhyun ficou na 8ª posição com 3,7% dos votos.

### Moda
Em maio de 2018, a revista Vogue revelou que Baekhyun colaborou com a Privé, para o lançamento de sua própria marca, "Privé by BBH", uma marca de roupas de rua, lançada em 1 de julho com Baekhyun como o diretor co-criativo da marca. O projeto começou em 2017 quando o estilista e editor de moda de Nova York e Los Angeles, Danyl Geneciran, entrou na Privé como diretor de marca. "Eu realmente queria um artista que fosse realmente comprometido em fazer parte da marca", diz ele. Durante seu tempo como editor de moda para L'Officiel, ele trabalhou de perto com a SM Entertainment, a companhia de entretenimento coreana que administra o EXO, e pensou em chegar até eles – que imediatamente sugeriram Baekhyun. Sua primeira reunião ocorreu em outubro de 2017 na sede da SM em Seul.

## Vida pessoal
Em 19 de junho de 2014, a SM Entertainment confirmou o relacionamento de Baekhyun e Taeyeon. Em setembro de 2015, foi relatado o fim da relação.

## Discografia
Extended plays
- City Lights (2019)
- Delight (2020)

## Filmografia
| Título           | Ano  | Papel     | Notas                   |
| ---------------- | ---- | --------- | ----------------------- |
| SMTOWN The Stage | 2015 | Ele mesmo | Documentário da SM Town |

| Título                          | Ano  | Papel             | Rede | Notas            |
| ------------------------------- | ---- | ----------------- | ---- | ---------------- |
| Inkigayo                        | 2014 | Ele mesmo         | KBS  | Apresentador     |
| Moon Lovers: Scarlet Heart Ryeo | 2016 | Príncipe Wang Eun | SBS  | Elenco principal |
| Idol Chef King                  | 2016 | Ele mesmo         | MBC  | Competidor       |

| Título        | Ano  | Papel    | Rede          | Notas                                |
| ------------- | ---- | -------- | ------------- | ------------------------------------ |
| EXO Next Door | 2015 | Baekhyun | Naver TV Cast | Regular; Papel fictício de si mesmo. |

| Título              | Ano  | Papel        |
| ------------------- | ---- | ------------ |
| Singin' in the Rain | 2014 | Don Lockwood |

| Canção             | Ano  | Artista(s)            | Notas                         |
| ------------------ | ---- | --------------------- | ----------------------------- |
| "Twinkle"          | 2012 | Girls' Generation-TTS |                               |
| "Dance with D.O.C" | 2014 | DJ DOC                | Remake feito para EXO 90:2014 |

## Prêmios e indicações
| Ano                          | Prêmio                                   | Categoria                                         | Trabalho nomeado                | Resultado   |          |
| ---------------------------- | ---------------------------------------- | ------------------------------------------------- | ------------------------------- | ----------- | -------- |
| 2016                         | 4th YinYueTai V-Chart Awards             | Most Popular Singer (South Korea)                 | Ele mesmo                       | Venceu      |          |
| 2016                         | 1st Asia Artist Awards                   | Popularity Award (Actor)                          | Ele mesmo                       | Venceu      |          |
| 2016                         | 1st Asia Artist Awards                   | Best Rookie Award                                 | Moon Lovers: Scarlet Heart Ryeo | Venceu      |          |
| 2016                         | 18th Mnet Asian Music Awards             | HotelsCombined – Song of the Year (com Suzy)      | "Dream"                         | Indicado    |          |
| 2016                         | 18th Mnet Asian Music Awards             | Best Collaboration (com Suzy)                     | "Dream"                         | Venceu      |          |
| 2016                         | 8th Melon Music Awards                   | Best R&B/Soul (com Suzy)                          | "Dream"                         | Venceu      |          |
| 2016                         | 8th Melon Music Awards                   | Song of the Year (com Suzy)                       | "Dream"                         | Indicado    |          |
| 2016                         | SBS Drama Awards                         | New Star Award                                    | Moon Lovers: Scarlet Heart Ryeo | Venceu      |          |
| 2016                         | 6th Gaon Chart K-Pop Awards              | Artist of the Year (Digital) – January (com Suzy) | "Dream"                         | Indicado    |          |
| 2017                         | 31st Golden Disk Awards                  | Digital Bonsang (com Suzy)                        | "Dream"                         | Venceu      |          |
| 2017                         | 31st Golden Disk Awards                  | Asian Choice Popularity Award (com Suzy)          | "Dream"                         | Venceu      |          |
| 2017                         | 53rd Baeksang Arts Awards                | Most Popular Actor (TV)                           | Moon Lovers: Scarlet Heart Ryeo | Indicado    |          |
| 2017                         | 19th Mnet Asian Music Awards             | Best Collaboration (com Soyou)                    | "Rain"                          | Indicado    |          |
| 2017                         | 19th Mnet Asian Music Awards             | Qoo10 Song of the Year (com Soyou)                | "Rain"                          | Indicado    |          |
| 2018                         | Fandom School Awards                     | Individual Popularity Award                       | Ele mesmo                       | Venceu      |          |
| 2018                         | 3rd Asia Artist Awards                   | Popularity Award (Actor)                          | Ele mesmo                       | Indicado    |          |
| 2018                         | 10th Melon Music Awards                  | Hot Trend Award (com Loco)                        | Ele mesmo                       | "Young"     | Indicado |
| 2018                         | 2019                                     | 34th Golden Disc Awards                           | Disc Bonsang                    | City Lights | Venceu   |
| Disc Daesang                 | 2019                                     | 34th Golden Disc Awards                           | Indicado                        | City Lights |          |
| 21st Mnet Asian Music Awards | 2019                                     | Best Male Artist                                  | "UN Village"                    | Venceu      |          |
| 29th Seoul Music Awards      | 2019                                     | Popularity Award                                  | Ele mesmo                       | Indicado    |          |
| 29th Seoul Music Awards      | 2019                                     | Hallyu Special Award                              | Ele mesmo                       | Indicado    |          |
| 29th Seoul Music Awards      | 2019                                     | Bonsang Award                                     | Ele mesmo                       | Indicado    |          |
| 29th Seoul Music Awards      | 2019                                     | QQ Music Most Popular K-Pop Artist Award          | Ele mesmo                       | Indicado    |          |
| Outros prêmios               |                                          |                                                   |                                 |             |          |
| 2017                         | 12th Soompi Awards                       | Best Collaboration (com Suzy)                     | "Dream"                         | Venceu      |          |
| 2017                         | 12th Soompi Awards                       | Best Idol Actor                                   | Moon Lovers: Scarlet Heart Ryeo | Venceu      |          |
| 2017                         | 12th Soompi Awards                       | Best Drama OST (com Chen x Xiumin)                | "For You"                       | Venceu      |          |
| 2018                         | 13th Soompi Awards                       | Best Male Solo                                    | Ele mesmo                       | Venceu      |          |
| 2018                         | 13th Soompi Awards                       | Best Collaboration (com Soyou)                    | "Rain"                          | Indicado    |          |
| Reconhecimentos              |                                          |                                                   |                                 |             |          |
| 2014                         | TC Candler: The Independent Critics List | World's 100 Most Handsome Faces of 2014           | Ele mesmo                       | #38         |          |

### Prêmios em programas musicais
| Ano        | Data          | Canção             |
| ---------- | ------------- | ------------------ |
| Inkigayo   |               |                    |
| 2016       | 17 de janeiro | "Dream" (com Suzy) |
| 2016       | 24 de janeiro | "Dream" (com Suzy) |
| 2016       | 30 de janeiro | "Dream" (com Suzy) |
| Music Bank |               |                    |
| 2016       | 15 de janeiro | "Dream" (com Suzy) |
| 2016       | 22 de janeiro | "Dream" (com Suzy) |